# Centre des technologies de l'information de l'État (Valtori)
Pour l’article homonyme, voir Valtori.
Le centre des technologies de l'information de l'État (finnois : Valtion tieto- ja viestintätekniikkakeskus, sigle Valtori) est une agence gouvernementale du ministère des Finances de Finlande.

## Présentation
Vaktori fournit des services de technologies de l'information et de la communication de pointe au gouvernement. Les clients de Valtori sont tous des organismes gouvernementaux. L'objectif est de fournir des services unifiés, sûrs et de haute qualité au gouvernement.
Valtori est un centre de services et une agence gouvernementale du Ministère des finances. Ses activités sont basées sur la loi sur l'organisation des services communs de technologie de l'information et de la communication par l'État (1226/2013) et le décret gouvernemental sur les activités des réseaux de sécurité dans l'administration (1109/2015), sur la loi sur la de sécurité des réseaux  des administrations publiques (10/2015) et le décret gouvernemental sur l'organisation des services TIC communs par l'État (132/2014),,,.

## Activités
Valtori a commencé ses opérations début 2014. Valtori emploie environ 1 100 experts et professionnels dans divers domaines.
L'entreprise a plus de 30 sites à travers le pays. Le plus grand site est à Helsinki. Le siège est à Jyväskylä.